# Саэс, Эктор
Эктор Саэс (исп. Hector Manuel Saez Garcia) (1 июня 1946, Чиуауа, Мексика) — мексиканский актёр.

## Биография
Родился  1 июня 1946 года в Чиуауа. В мексиканском кинематографе дебютировал в 1967 году и с тех пор снялся в 67 работах в кино и телесериалах. Дважды номинирован на премии Califa de Oro и TVyNovelas, победить ему удалось в первой премии за личный вклад в развитие мексиканского кинематографа.

## Фильмография

### Избранные телесериалы
- 1983 — Проклятие — Хоао.
- 1985-2007 — Женщина, случаи из реальной жизни
- 1997 — Разлучённые — Чирипас.
- 2003 — Истинная любовь — Сильвано Арсола.
- 2005 — Наперекор судьбе — Палемон.
- 2006 — Два лица страсти — Дионисио Хименес.
- 2008 — Клянусь, что люблю тебя — Торибио.
- 2015-16 — Просто Мария — Сакариас.